# Бедфорд (Айова)
Бедфорд (англ. Bedford) — місто (англ. city) в США, в окрузі Тейлор штату Айова. Населення — 1508 осіб (2020).

## Географія
Бедфорд розташований за координатами 40°40′16″ пн. ш. 94°43′27″ зх. д. / 40.67111° пн. ш. 94.72417° зх. д. (40.671152, -94.724292).  За даними Бюро перепису населення США в 2010 році місто мало площу 4,17 км², з яких 4,15 км² — суходіл та 0,02 км² — водойми.

## Демографія
Згідно з переписом 2010 року, у місті мешкало 1440 осіб у 614 домогосподарствах у складі 382 родин. Густота населення становила 345 осіб/км².  Було 730 помешкань (175/км²).
Расовий склад населення:
| - 97,4 % — білих - 0,5 % — чорних або афроамериканців - 0,3 % — азіатів - 0,1 % — корінних американців |

До двох чи більше рас належало 1,0 %. Частка іспаномовних становила 1,3 % від усіх жителів.
За віковим діапазоном населення розподілялося таким чином: 24,1 % — особи молодші 18 років, 52,7 % — особи у віці 18—64 років, 23,2 % — особи у віці 65 років та старші. Медіана віку мешканця становила 43,9 року. На 100 осіб жіночої статі у місті припадало 89,5 чоловіків;  на 100 жінок у віці від 18 років та старших — 86,2 чоловіків також старших 18 років.
Середній дохід на одне домашнє господарство  становив 43 918 доларів США (медіана — 34 750), а середній дохід на одну сім'ю — 50 451 долар (медіана — 45 333). Медіана доходів становила 40 833 долари для чоловіків та 25 125 доларів для жінок. За межею бідності перебувало 19,8 % осіб, у тому числі 27,2 % дітей у віці до 18 років та 12,4 % осіб у віці 65 років та старших.
Цивільне працевлаштоване населення становило 678 осіб. Основні галузі зайнятості: освіта, охорона здоров'я та соціальна допомога — 32,0 %, виробництво — 19,8 %, роздрібна торгівля — 8,3 %, публічна адміністрація — 6,3 %.